# Паранести
Паранести (грч. Παρανέστι) је насељено место и седиште истоимене општине у периферији Источна Македонија и Тракија, Грчка. Према попису из 2021. године било је 629 становника.
Према бугарском географу и историчару, Василу Канчову, у Паранестију је 1900. године живело 400 Турака. Године 1923. турско становништво је принудно исељено у Турску а на њихово место су насељене грчке избегличке породице, којих је на попису из 1928. године било 798. Село се раније звало Бук.